# Desogestrel

Strukturformel.

Desogestrel är ett slags gestagen. Det används ofta i preventivmedel för kvinnor, i form av hormonpiller med eller utan östrogen. Kända biverkningar är blödningsrubbningar, migrän, akne, torra slemhinnor, minskad sexuell lust och smärtor i brösten.
Preventivmedel som enbart innehåller desogestrel tillhör ibland gruppen minipiller, beroende på mängden desogestrel. I vetenskapliga studier har det visats att preventivmedel med enbart progesteron (d.v.s. desogestrel eller andra gestagener) har mycket få negativa konsekvenser för barn som ammas.
Desogestrel är inte narkotikaklassat i Sverige, och det förekommer i ett flertal olika läkemedel ute på den svenska marknaden.